# Alcool sinapylique
L'alcool sinapylique est un composé phytochimique dérivé de l'acide sinapique. C'est l'un des trois principaux monolignols. Il est biosynthétisé comme les autres phénylpropanoïdes, son précurseur immédiat étant le sinapaldéhyde. L'alcool sinapylique, comme les autres monolignols, est un monomère de la lignine et de la lignane. C'est aussi un précurseur de nombreux stilbènes et coumarines.

## Synthèse
Comme les autres phénylpropanoïdes, l'alcool sinapylique est un dérivé de la phénylalanine. Celle-ci est transformée par l'enzyme phénylalanine ammonia-lyase (PAL) pour donner l'acide cinnamique, qui est par la suite hydroxylé et méthylé en acide sinapique, qui est réduit en sinapaldéhyde, lui-même réduit en alcool sinapylique.